# Francolin à cou jaune
Pternistis leucoscepus
Espèce
Statut de conservation UICN

 LC  : Préoccupation mineure
Le Francolin à cou jaune (Pternistis leucoscepus) est une espèce d'oiseaux de la famille des Phasianidae répandu en Afrique de l'Est.

## Distribution
Est de l’Afrique : Érythrée, sud de l’Éthiopie (sauf les Hauts Plateaux), nord et sud de la Somalie, Kenya, nord-est de l’Ouganda, extrême sud-est du Soudan, centre-nord de la Tanzanie.

Carte de distribution.

## Sous-espèces
Plusieurs formes ont été décrites (F. l. tokora Stoneham 1930, F. l. oldowai van Someren, 1939, F. l. infuscatus Cabanis 1868, F. l. kilimensis Mearns 1911, F. l. keniensis Mearns 1911, F. l. holtermulleri von Erlanger 1904 , F. l. muhamedbenabdullah von Erlanger 1904) mais aucune n’a été reconnue par Urban et al. (1986). En fait, il semble s’agir d’un cline géographique révélant les oiseaux présentant des parties inférieures plus pâles en allant vers l’est de leur aire de distribution (Hennache & Ottaviani 2011).

## Habitat
Le francolin à cou jaune fréquente à la fois des habitats naturels et des milieux façonnés par l’homme avec une préférence pour l’association des arbres Acacia/Commiphora sur un tapis d’herbes annuelles et vivaces, avec une pluviométrie de 200-400 mm par an. Bien qu’évitant les savanes trop hautes, cette espèce semble avoir un certain pouvoir d’adaptation ; on le rencontre ainsi sur les pentes du Mont Kenya, dans les champs et près des lisières forestières, jusqu’à 2400 m d’altitude, dans des zones où la pluviométrie dépasse 1500 mm.  Il visite aussi les zones cultivées, surtout si elles sont entrecoupées de broussailles et de buissons, mais seulement quand la population humaine n’est pas trop dense et la pression de chasse pas trop forte (del Hoyo et al. 1994).

## Alimentation
Elle consiste essentiellement en tubercules de Cyperus rotundus, fruits, graines de plantes herbacées surtout des genres Commelina, Urochloa et Oxygonum et en insectes, dont des termites et des criquets, représentant environ 20 % de la ration. Des grains et autres produits cultivés peuvent être consommés en période de moisson (del Hoyo et al. 1994).

## Mœurs

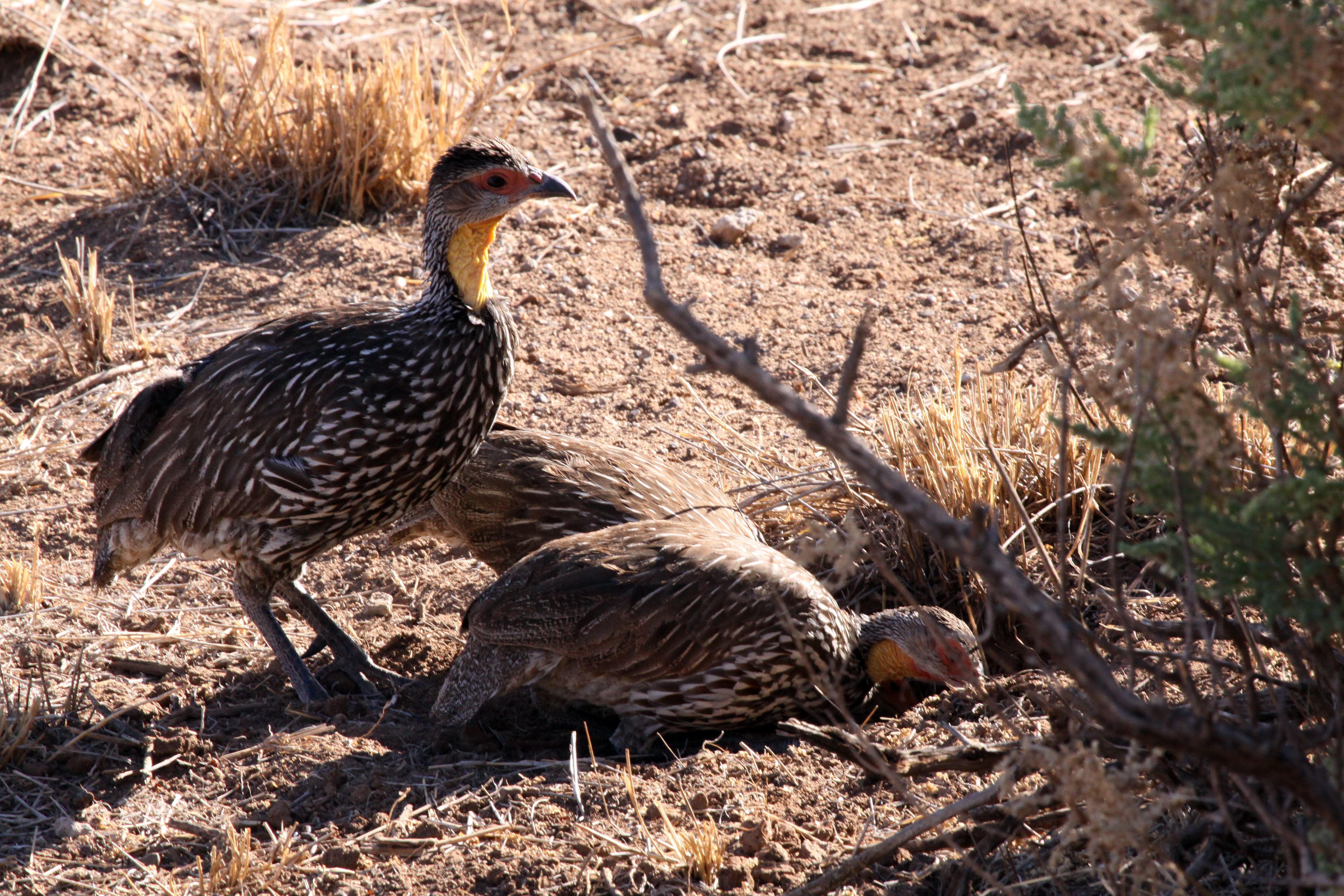
Famille de francolins à cou jaune.

Le francolin à cou jaune est un oiseau très sédentaire, fidèle à son petit territoire. Il se tient généralement en couples ou en petits groupes de cinq ou six individus, mais des compagnies comptant un grand nombre d’oiseaux peuvent se concentrer sur des sites de nourrissage. Il préfère généralement garder le couvert des buissons mais il s’aventure volontiers dans des zones ouvertes pour se nourrir au petit matin ou en fin d’après-midi. Il fréquente alors les cultures pourvues de broussailles et les sentiers poussiéreux notamment par temps humide, semblant éviter la végétation gorgée d’eau. En cas de danger pressant, il s’enfuit en courant à travers le couvert broussailleux, et prend volontiers son essor, n’hésitant pas à se réfugier dans les arbres pour échapper aux prédateurs. Il passe la nuit et les plus chaudes heures de la journée dans les arbustes ou bas dans les arbres. Il suit souvent les grands mammifères comme les éléphants ou les rhinocéros pour prélever des graines non digérées dans leurs déjections. Les mâles, postés sur des termitières ou sur des branches d’arbres, émettent leurs vocalises sonores dès l’aube (Urban et al. 1986, Hennache & Ottaviani 2011).

## Voix
Le cri d’alarme est assez similaire à celui des autres francolins à gorge à peau nue, mais dans une tonalité un peu plus basse, un ko-waarrk, ko-warrk, ko-weeark sonore, guttural et rauque ou une série de ko-weerrrk-kweeerrrk-twerrrk-kwarr-karr-karr s’atténuant en intensité à la fin (Madge & McGowan 2002).

## Nidification
Monogame et territoriale en période de nidification, l’espèce semble tributaire des pluies pour commencer son cycle de reproduction. Dans les régions, ou les périodes, de faibles précipitations, peu de couples se reproduisent. Les groupes se désagrègent dès l’apparition des premières pluies. Il peut exister une ou deux saisons humides selon les régions. Le nid est une simple cavité grattée sur le sol, parfois garnie d’herbes et de plumes. Les deux parents participent à l’élevage des jeunes. De nombreuses couvées ne sont pas menées à leur terme ; seuls trois ou quatre poussins survivent après 10-14 semaines et beaucoup n’arrivent pas à l’âge adulte, de sorte que chaque couple produit en moyenne moins deux oiseaux par an (Urban et al. 1986).

## Statut
La pression de la chasse a été importante au Kenya dans les années 2000, ce qui a entraîné un important recul des populations (Madge & McGowan 2002) mais BirdLife International (2010) considère l’espèce comme globalement non menacée.